# Alan Freed
Albert James „Alan“ Freed také známý jako Moondog (15. prosince 1921 Windber – 20. ledna 1965 Palm Springs) byl americký diskžokej, který se stal známý svou podporou afroamerické hudby ve stylu rhythm and blues. Hudbu podporoval hlavně pomocí radiového vysílání ve Spojených státech amerických i v Evropě. Použil slovního spojení rock and roll jako hudební žánr. Jeho kariéra skončila skandálem v roce 1960, když se zapletl do korupce s vysílanou reklamou.